# Schnürschuh Theater
Das Schnürschuh Theater ist ein 1976 gegründetes Freies Theater in Bremen. Nachdem die ursprüngliche Theatergruppe und das spätere feste Ensemble anfangs an wechselnden Standorten in Bremen sowie auf deutschlandweiten Tourneen spielte, verfügt es seit 1994 über eine eigene Spielstätte: Das Theaterhaus des Schnürschuh Theaters befindet sich seither in der Bremer Neustadt am Buntentorsteinweg 145. Der Zuschauerraum verfügt über 99 Sitzplätze.

## Geschichte
Das Schnürschuh Theater wurde 1976 in Bremen von politisch engagierten Studenten gegründet und war viele Jahre vor allem für seine Kinder- und Jugendproduktionen bekannt. Anfangs trat es an verschiedenen und oft innenstadtnahen Standorten in Bremen auf, wie in der Weserburg oder im Modernes in der Bremer Neustadt. Außerdem war die Theatergruppe deutschlandweit unterwegs, wie zum Beispiel mit dem Stück Püppchen, das allein rund 330 Mal gezeigt wurde. Das Stück thematisiert sexuellen Missbrauch in der Familie und die Theatergruppe wollte damit ein Tabu brechen. Wie viele andere Eigenproduktionen wurde das Stück selbst geschrieben und inszeniert.
Als die Zeugen Jehovas 1994 ihren Standort am Buntentorsteinweg 145 in der Bremer Neustadt aufgaben, wurde das „reisende Theater“ dort sesshaft und baute den vormaligen Königreichssaal zu einem kleinen Theater- und Veranstaltungshaus aus. Ursprünglich hatte das Eckgebäude ein kleines Kino beherbergt.
2005 geriet das Schnürschuh Theater in eine finanzielle Krise, als die Stadt Bremen die Förderung des Theaters mit öffentlichen Geldern unvermittelt komplett streichen wollte. Nach massiven Protesten, die insbesondere auch von Zuschauern und aus der Bremer Kulturszene kamen, lenkte die Stadt ein. Seither wird das Theater im Rahmen einer
öffentlich-privaten Partnerschaft mit einem allerdings erheblich reduzierten Betrag jährlich gefördert, der im Jahr 2016 bei 75.000 Euro lag. Zudem bemühte sich das Theater verstärkt um Sponsoren. So gehört unter anderem die Sparkasse Bremen mittlerweile zu den größten Förderern der Kultureinrichtung.
Darüber hinaus erzielte das Theater durch noch stärker publikumsorientierte Auswahl der Stücke eine höhere Auslastung. Dabei setzen die Schauspieler und Regisseure verstärkt auf Eigenproduktionen, die inzwischen nicht mehr hauptsächlich als Schulvorstellungen am Vormittag gezeigt werden, sondern zunehmend auch im Abendprogramm. Jährlich kommen insgesamt 16.000 bis 17.500 Besucher (Stand: 2016) ins Schnürschuh Theater.
Trägerverein des Schnürschuh Theaters ist der gemeinnützige Verein Kulturschmiede Bremen e. V., deren 1. Vorsitzender ist Jürgen Maly (Stand: 2018). Die Theaterleitung hat Anja Hinrichs inne, künstlerischer Leiter ist Pascal Makowka (jeweils Stand 2018).

## Kinder- und Jugendtheater
In der Sparte „Kinder- und Jugendtheater“ steht das Schnürschuh Theater für zeitkritisches, gesellschaftskritisches, hochwertiges Theater, das nahe an der Lebenswirklichkeit der Jugendlichen stattfindet.
Die Zielgruppe sind Kinder und Jugendliche ab fünf Jahren aus allen Bildungsschichten.
Nach jeder Aufführung wird mit den Jugendlichen über das Stück und dessen Inhalte diskutiert. Durch diesen direkten Dialog mit dem Publikum steht das Schnürschuh Theater für publikumsnahes Theater ohne Schwellenangst.
Das Theater arbeitet eng mit den Schulen zusammen und präsentiert Titel, die in den Schulen gelesen werden. Durch diesen direkten Kontakt zu den Zielgruppen, die Darstellung von Figuren, die nahe an der Lebenswirklichkeit der Jugendlichen sind, und die Auswahl der Stücke, ist es möglich, auch schwierige Themen wie Zweiter Weltkrieg, Flucht, Nationalsozialismus, Rechtsradikalismus, Ausländerfeindlichkeit etc. zu transportieren. Das Schnürschuh Theater unterstützt damit die Schulen in ihrer politischen und gesellschaftlichen Bildung.

## Theater für Erwachsene
In der bestehenden Sparte für Erwachsene präsentiert das Theater Stücke aus dem Bereich der modernen Belletristik und Theaterliteratur sowie Kinoadaptionen mit klarer Aussage, die zur Auseinandersetzung mit zeit- und sozialkritischen Themen anregen wollen.
Es wird kein experimentelles Theater oder Boulevardtheater angeboten. Die Inszenierungen sind geprägt durch dichten Kontakt zum Publikum, alles ist wahrnehmbar, lebendig, oft minimalistisch. Der Fokus liegt auf den Akteuren und ihrem Spiel. Das Ambiente der Theaterabende zeichnet sich durch eine offene und gemütliche Atmosphäre aus: Nach den Abendveranstaltungen besteht die Möglichkeit des direkten Austauschs mit den Schauspielern.

## Gastspiele
Das Schnürschuh Theater bietet Gastkünstlern die Gelegenheit, die Bühne für Aufführungen zu nutzen. Schwerpunkte liegen in den Bereichen Kleinkunst, Theater, Konzert und Kabarett. Neben überregional bekannten professionellen Tourneekünstlern gastieren auch häufig regionale Laiengruppen.